# Kepler-11 b
Kepler-11b — одна из экзопланет, открытых телескопом «Кеплер».
Сравнительно низкая (по сравнению с Землёй) средняя плотность внутренней планеты свидетельствует или о большой доле водяного льда в её составе, или о мощной протяжённой атмосфере.